# 马尼 (北部省)
马尼（法語：Masny，法語發音：[mani]）是法国上法蘭西大區北部省的一个市镇，位于该省中东部，属于杜埃区。

## 地理
马尼（50°20'55"N, 3°12'6"E）面积7.12 平方千米，位于法国上法蘭西大區北部省，该省份为法国最北部的省份及最长的省份，西北濒北海，西接加来海峡省，南至埃纳省和索姆省，东与比利时接壤。
与马尼接壤的市镇（或旧市镇、城区）包括：佩康库尔、欧贝尔希库尔、埃卡永、埃尔尚、勒瓦尔德、洛夫尔、蒙什库尔、蒙蒂尼昂奥斯特雷旺。

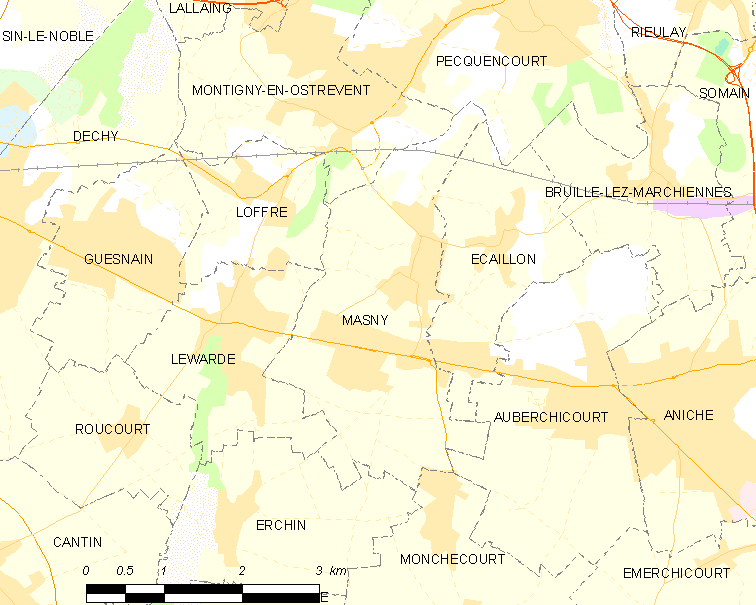
的OSM定位图

马尼的时区为UTC+01:00、UTC+02:00（夏令时）。

## 行政
马尼的邮政编码为59176，INSEE市镇编码为59390。

## 政治
马尼所属的省级选区为阿尼什县。

## 人口

1962-2008年间人口变化图示

马尼于2022年1月1日时的人口数量为4028人。